# جنوب إفريقيا إكسبريس للطيران
خطوط جنوب أفريقيا إكسبرس هي شركة طيران سابقة مقرها في جنوب أفريقيا. على الرغم من أن شركة طيران مستقلة عملياً من الخطوط الجوية لجنوب أفريقيا، وتدرج رحلاتها داخل التحالف الاستراتيجي مع شركة إيرلينك والخطوط الجوية لجنوب أفريقيا. بدأت الشركة عملياتها الجوية في 24 نيسان 1994. يقع مكتب الشركة الرئيسي في شارع جونز، بجوار مطار أوليفر ريجنالد تامبو في كمبتون بارك، إكورهوليني، خاوتينغ. الشركة القابضة مملوكة بالكامل لحكومة جنوب إفريقيا.

## التاريخ
أوقفت هيئة الطيران المدني الجنوب الأفريقية شركة الطيران بسبب مخاطر السلامة الجسيمة في 24 مايو 2018. وأفادوا أنه قد يستغرق الأمر شهورًا قبل أن تعمل شركة الطيران مرة أخرى. استؤنفت الرحلات في 23 أغسطس.
دخلت الشركة في 13 فبراير 2020 في شكل من أشكال الحماية من الإفلاس. علقت شركة الطيران جميع العمليات بسبب وباء كوفيد-19 في 18 مارس 2020. قدم ممارسو إنقاذ الأعمال طلبًا إلى محكمة بريتوريا العليا لتصفية شركة الطيران في 28 أبريل 2020، وافقت المحكمة على التصفية المؤقتة، مع منح أصحاب المصلحة حتى 9 يونيو 2020 للتعبير عن اعتراضاتهم قبل حل نهائي للشركة. بيعت أصول الشركة عبر مزاد عبر الإنترنت في نوفمبر 2020.:20

## الوجهات
كانت الشركة تقدم جنوب أفريقيا إكسبريس خدمتها للوجهات التالية (اعتبارًا من يناير 2020): علقت جميع الرحلات في 18 أبريل 2020.
 بوتسوانا
- غابورون – مطار سير سيريتسي خاما الدولي

 جمهورية الكونغو الديمقراطية
- لوبومباشي – مطار لوبومباشي الدولي

 ناميبيا
- والفيس باي – مطار والفيس باي

 جنوب إفريقيا
- بلومفونتين – مطار برام فيشر الدولي
- كيب تاون – مطار كيب تاون
- ديربان – مطار الملك شاكا الدولي
- هويدسبروت – قاعدة هويدسبرويت الجوية
- جوهانسبرغ – مطار أوليفر ريجنالد تامبو
- كيمبرلي – مطار كيمبرلي
- بورت إليزابيث - مطار بورت إليزابيث الدولي

## الأسطول

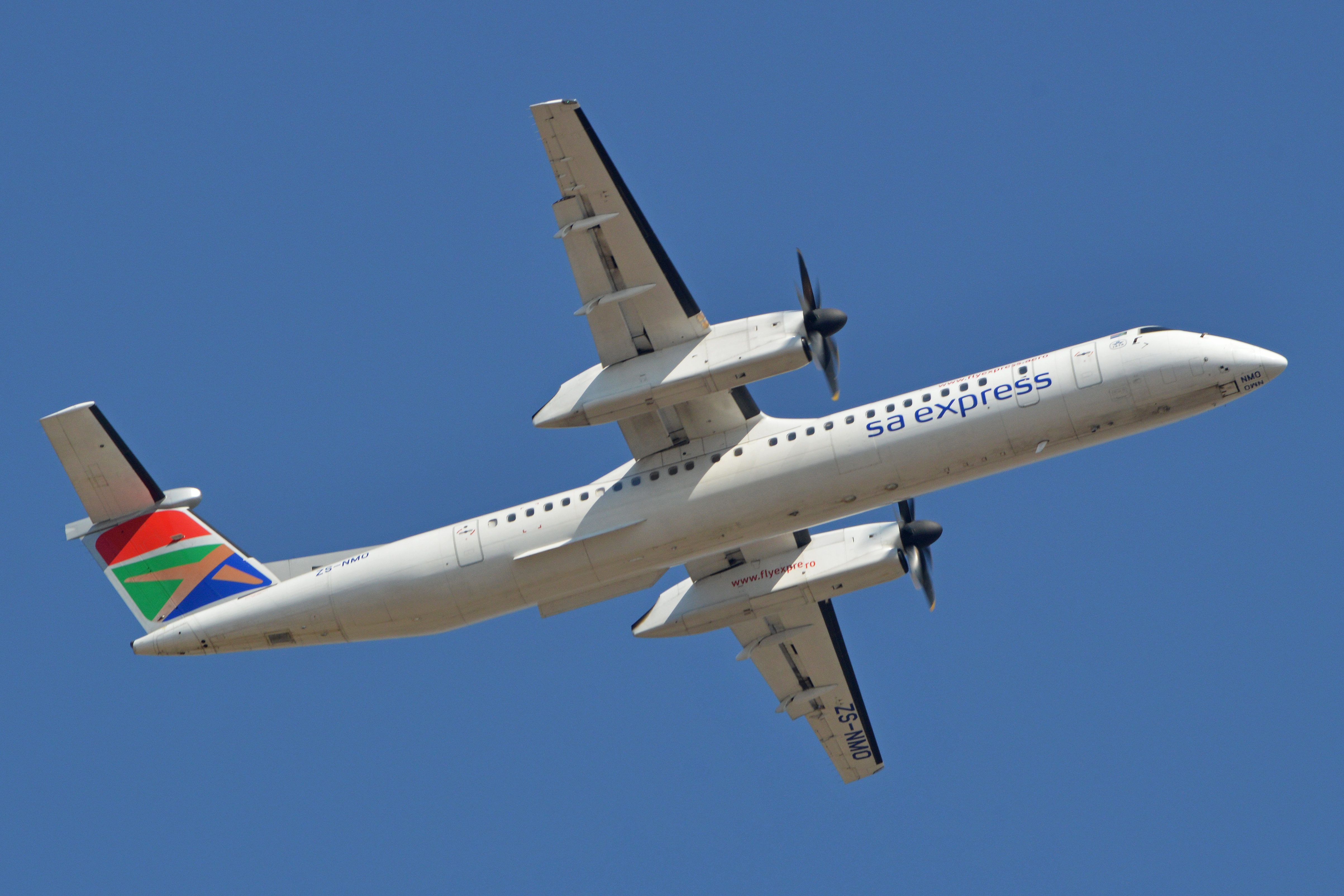
طائرة ومباردييه داش 8 تابعة للشركة

### الأسطول الحالي
يتكون أسطول جنوب إفريقيا إكسبريس من الطائرات التالية اعتبارًا من فبراير 2020

### الأسطول التاريخي
تضمن أسطول الخطوط الجوية سابقًا الطائرات التالية:
- بومباردييه داش 8[15]